# Strzelectwo na Igrzyskach Imperium Brytyjskiego i Wspólnoty Brytyjskiej 1966
Strzelectwo na Igrzyskach Imperium Brytyjskiego i Wspólnoty Brytyjskiej 1966, odbyło się w 1966 roku w stolicy Jamajki – Kingston. Zawody rozegrano w pięciu konkurencjach, w tym w trzech pistoletowych i dwóch karabinowych. W zawodach wystartowały co najmniej dwie kobiety (obydwie w konkurencjach karabinowych).
W tabeli medalowej zawodów strzeleckich tryumfowali reprezentanci Kanady. Indywidualnie najwięcej medali zdobyli: Kanadyjczyk Jules Sobrian i Anglik Tony Clark (po dwa medale).
Strzelectwo pojawiło się w programie igrzysk po raz pierwszy.

## Pistolet
| Konkurencja                  |                             |                             |                                |
| ---------------------------- | --------------------------- | --------------------------- | ------------------------------ |
| Pistolet dowolny, 50 metrów  | Charles Sexton (544 punkty) | Jules Sobrian (538 punktów) | Garfield McMahon (536 punktów) |
| Pistolet centralnego zapłonu | James Lee (576 punktów)     | Tony Clark (575 punktów)    | Julio Machado (571 punktów)    |
| Pistolet szybkostrzelny      | Tony Clark (585 punktów)    | Michael Papps (578 punktów) | Jules Sobrian (572 punkty)     |

## Karabin
| Konkurencja                            |                                |                              |                                 |
| -------------------------------------- | ------------------------------ | ---------------------------- | ------------------------------- |
| Karabin małokalibrowy leżąc, 50 metrów | Gilmour Boa (587 punktów)      | Brian Lacey (585 punktów)    | John Murphy (584 punkty)        |
| Karabin wielkokalibrowy                | Lord John Swansea (394 punkty) | Robert Stewart (381 punktów) | Thomas Sutherland (381 punktów) |

## Tabela medalowa
Kolorem niebieskim oznaczono gospodarza igrzysk.
| Poz. | Państwo                         |   |   |   | Łącznie |
| ---- | ------------------------------- | - | - | - | ------- |
| 1    | Kanada                          | 2 | 1 | 2 | 5       |
| 2    | Anglia                          | 2 | 1 | 0 | 3       |
| 3    | Walia                           | 1 | 0 | 0 | 1       |
| 4    | Australia                       | 0 | 1 | 1 | 2       |
| 4    | Nowa Zelandia                   | 0 | 1 | 1 | 2       |
| 6    | Terytorium Papui i Nowej Gwinei | 0 | 1 | 0 | 1       |
| 7    | Jamajka                         | 0 | 0 | 1 | 1       |